# Der Raphaël Dabiré Kusiélé
Der Raphaël Dabiré Kusiélé (ur. 27 kwietnia 1948 w Dissin) – burkiński duchowny rzymskokatolicki, od 2006 biskup Diébougou.

## Życiorys
Święcenia kapłańskie przyjął 12 lipca 1975 i został inkardynowany do diecezji Diébougou. Studiował w Rzymie i w Quebec. Był przede wszystkim koordynatorem projektów rozwoju diecezji (w latach 2003–2006 z tytułem wikariusza biskupiego). W latach 1993–2000 pełnił funkcję sekretarza Fundacji Jana Pawła II dla regionu Sahel.
3 kwietnia 2006 papież Benedykt XVI mianował go biskupem Diébougou. Sakry biskupiej udzielił mu 24 czerwca 2006 jego poprzednik, bp Jean-Baptiste Kpiéle Somé.